# 54237 Hiroshimanabe
54237 Hiroshimanabe è un asteroide della fascia principale. Scoperto nel 2000, presenta un'orbita caratterizzata da un semiasse maggiore pari a 3,1449217 UA e da un'eccentricità di 0,1933577, inclinata di 10,48868° rispetto all'eclittica.